# 山口市立仁保小学校
山口市立仁保小学校（やまぐちしりつ にほしょうがっこう,英語: Yamaguchi City Niho Elementary School）は、山口県山口市仁保にある公立小学校。

## 概要
旧仁保村地域にある。KDDI山口衛星通信センターが隣接している。農業が主要産業である地域にある。7学級、児童数100名（2017年現在）。

## 校訓
- 「信頼・協働・創造」

## 校歌
- 作詞は白上貞利、作曲は斎藤すみ[3]。

## 教育目標・理念
- 「夢と知恵を育み 自ら行動し ふるさとを大切にする 心豊かで たくましい子供の育成」を目標にしている。

## 沿革
- 1872年（明治5年）- 井開田領主の下屋敷に仮教場を設け、第5小学校と称する。
- 1873年（明治6年）- 信行寺にて、井開田小学校に改称。
- 1884年（明治17年）- 学令改正により、鷹野小学校と改称。
- 1887年（明治20年）- 鷹野尋常小学校と改称。
- 1899年（明治32年）- 大富分教場が分離独立し、大富小学校となる。
- 1913年（大正2年）- 仁保尋常高等小学校と改称。
- 1941年（昭和16年）- 仁保国民学校と改称。
- 1947年（昭和22年）- 山口市立仁保小学校に改称。
- 1973年（昭和48年）- 開校100周年記念式典。
- 2006年（平成18年）
  - 文部科学省より、「食と生活習慣」の研究を委嘱。
  - 県初の栄養教諭の配置（県下7校）。

## 通学区域
- 揚山、金坪、大畠、一ノ瀬、北河内、高畠、井開田西、高野東、高野西、井開田東、坂本、松柄、一貫野、原河内、両浴、仁保市、野上、土井、高松、丸山[4]。

## 交通アクセス
- 仁保駅から徒歩21分
- 宮野駅から徒歩1時間10分[5]。